# Rabeeta
Rabeeta (tiếng Ả Rập: ربعيتا) là một ngôi làng Syria nằm ở Qurqania Nahiyah ở huyện Harem, Idlib. Theo Cục Thống kê Trung ương Syria (CBS), Rabeeta có dân số 383 trong cuộc điều tra dân số năm 2004.